# Talsperren im Harz

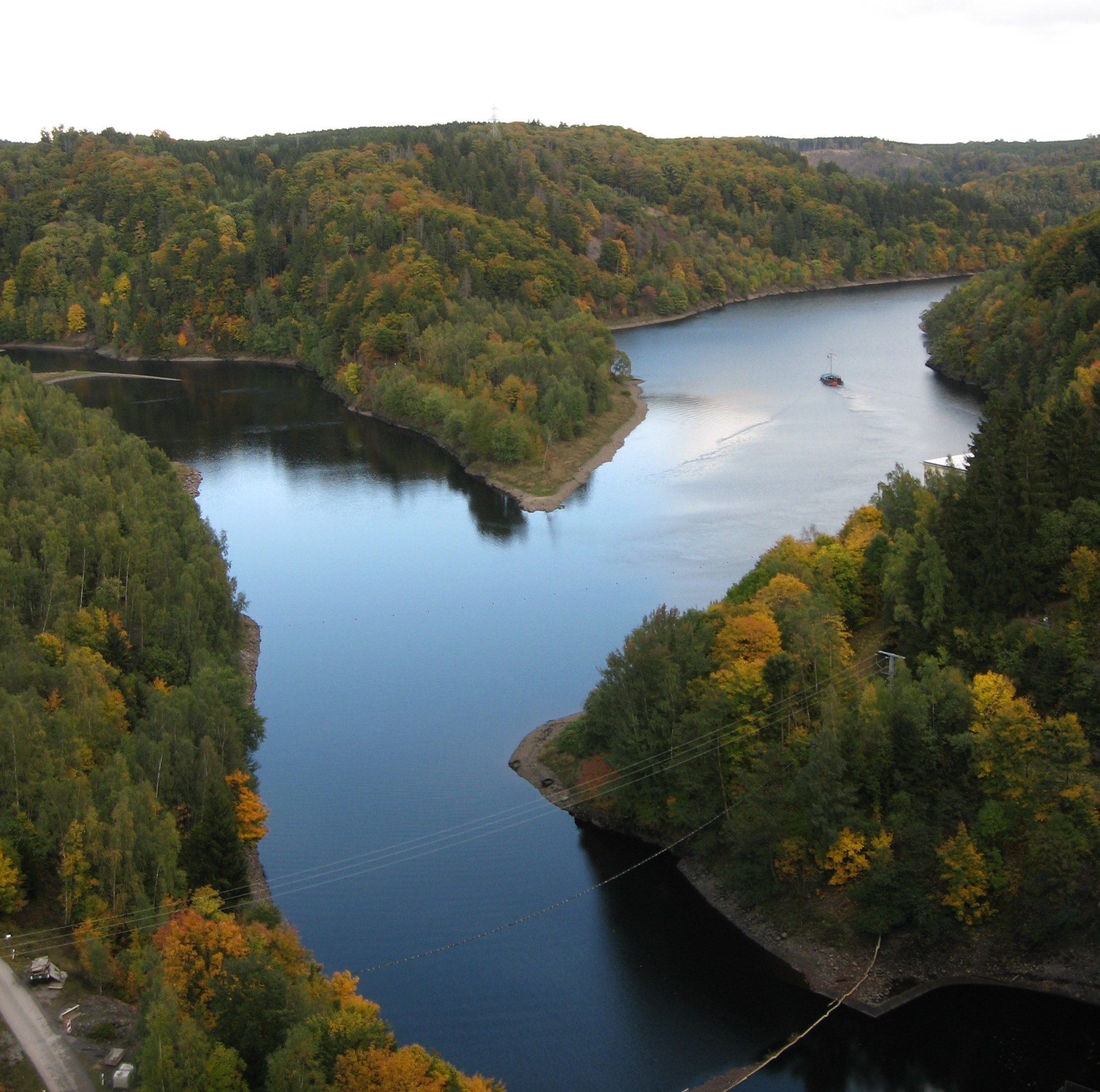
Stausee der Talsperre Wendefurth

Im Harz gibt es überdurchschnittlich viele Talsperren. Grund hierfür ist, dass das Mittelgebirge Harz eines der regenreichsten Gebiete in Deutschland ist und die Wasserkraft schon früh genutzt wurde. Die ersten Talsperren (die Oberharzer Teiche) wurden angelegt, um mit Wasserkraft Pumpen und Pochwerke im Bergbau anzutreiben.
In der heutigen Zeit dienen die Harztalsperren zur Stromerzeugung, zur Trinkwassergewinnung, zum Hochwasserschutz, insbesondere zur Zeit der Schneeschmelze im Frühjahr, sowie zur Niedrigwasseraufhöhung nachgelagerter Gewässersysteme in trockenen Sommerperioden.

## Talsperren und Stauseen im Überblick
Die in der Ausgangsansicht alphabetisch nach Name sortierte Tabelle ist durch Klick auf die Symbole bei den Spaltenüberschriften sortierbar. Einige Erläuterungen und Abkürzungen zum Verständnis der Tabelle befinden sich unten.
| Name der Talsperre        | Fließgewässer (eingestaut/ eingeleitet/ eingepumpt) | Bundes- land/ länder | Bauzeit              | Kronen- höhe m ü. GrüSo | Kronen- länge m | Stausee- fläche km² (Vollstau) | Stausee- volumen Mio. m³ (Vollstau) | Nutzungsart (alphabetisch sortiert) |
| ------------------------- | --------------------------------------------------- | -------------------- | -------------------- | ----------------------- | --------------- | ------------------------------ | ----------------------------------- | ----------------------------------- |
| Birnbaumteich             | Birnbaumbach (Selke)                                | ST                   | 1764–1769            | 13,4                    | 140             | 0,35                           | 0,19                                | HWS, NEG                            |
| Eckertalsperre            | Ecker                                               | NI / ST              | 1939–1942            | 065                     | 235             | 0,68                           | 13,27                               | E, HWS, TWv                         |
| Frankenteich              | Rödelbachgraben (Selke)                             | ST                   | ?0–1724              | 017                     | 150             | 0,11                           | 0,462                               | F, HWS, NEG, NWA                    |
| Granetalsperre            | Grane                                               | NI                   | 1966–1969            | 067                     | 600             | 2,19                           | 46,39                               | TWv, E, HWS                         |
| Hassel (VS)               | Hassel                                              | ST                   | 1956–1960            | 021                     | 141,3           | 0,25                           | 1,64                                | F, TWv                              |
| Innerstetalsperre         | Innerste                                            | NI                   | 1963–1966            | 040                     | 750             | 1,39                           | 20,00                               | E, HWS, NEG, NWA, TWv               |
| Kelbra                    | Helme                                               | ST / TH              | 1962–1966            | 012,7                   | 4066            | 6                              | 35,6                                | BWv, HWS, NEG                       |
| Kiliansteich              | Büschengraben                                       | ST                   | 1989–1994            | 024,6                   | 210             | 0,173                          | 1,07                                | F, HWS, NEG, NWA                    |
| Kiliansteich (Vorsperre)  | Büschengraben                                       | ST                   | 1989–1994            | 07,7                    | 110             |                                | 0,06                                | F, HWS, NEG, TWv                    |
| Königshütte               | Bode                                                | ST                   | 1939–1956            | 018,2                   | 108             | 0,32                           | 1,2                                 | E, F, HWS, NWA, TWv                 |
| Mandelholztalsperre (HWR) | Kalte Bode                                          | ST                   | 1952–1957            | 028,4                   | 224             |                                | 4,47                                | E, HWS, NWA                         |
| Neustadt (Nordhäuser)     | Krebsbach (Thyra)                                   | TH                   | 1904–1905            | 032                     | 134,6           | 0,14                           | 1,24                                | TWv                                 |
| Odertalsperre             | Oder (Rhume)                                        | NI                   | 1930–1933            | 062                     | 316             | 1,36                           | 30,61                               | E, HWS, NEG, NWA                    |
| Oderteich                 | Oder (Rhume)                                        | NI                   | 1715–1722            | 022                     | 153             | 0,3                            | 1,668                               | BWv, E                              |
| Okertalsperre             | Oker                                                | NI                   | 1938–1956            | 075                     | 260             | 2,25                           | 47,4                                | E, HWS, NEG, NWA, TWv               |
| Okervorsperre (VS)        | Oker                                                | NI                   | 1953–1954            | 020                     | 100             | 0,12                           | 0,52                                | E, HWS, NEG, NWA, TWv               |
| Rappbode                  | Rappbode                                            | ST                   | 1938–1942, 1952–1959 | 106                     | 415             | 3,9                            | 109,8                               | (E), F, HWS, NWA, TWv               |
| Rappbode-Vorsperre (VS)   | Rappbode                                            | ST                   | ?0–1961              | 025                     | 118             |                                | 1,66                                | F, TWv                              |
| Sösetalsperre             | Söse                                                | NI                   | 1928–1931            | 056                     | 485             | 1,24                           | 25,5                                | E, HWS, NWA, TWv                    |
| Steinatalsperre           | Steina                                              | NI                   | 1950–1954, 1958      | 08,5                    | 80              |                                | 0,070                               | TWv                                 |
| Teufelsteich              | Teufelsgrundbach                                    | ST                   | ?0–1696              | 020,3                   | 211             | 0,19                           | 0,758                               | F, HWS, TWv                         |
| Wendefurth                | Bode                                                | ST                   | 1957–1967            | 044                     | 230             | 0,78                           | 8,54                                | E, HWS, NEG, NWA                    |
| Wendefurth Oberbecken     | Bode                                                | ST                   | 1957–1966            | 022                     | 1440            | 0,26                           | 1,97                                | E                                   |
| Wiesenbeker Teich         | Wiesenbek (Rhume)                                   | NI                   | ?0–1715              | 018                     | 120             | 0,07                           | 0,48                                | BWv                                 |
| Wippra (Wipper)           | Wipper (Saale)                                      | ST                   | 1951–1952            | 024,9                   | 126             | 0,32                           | 2                                   | E, TWv                              |
| Zillierbach               | Zillierbach                                         | ST                   | 1934–1936            | 045                     | 186,5           | 0,24                           | 2,63                                | F, HWS, TWv                         |

Von den in vorgenannter Tabelle stehenden Talsperren sind diese Teil des Rappbode-Talsperrensystems:
- Hasselvorsperre
- Talsperre Königshütte
- Rappbodetalsperre (Rappbode-Talsperre)
- Rappbodevorsperre
- Talsperre Wendefurth

## Stauteiche
Des Weiteren zählen gemäß der Talsperrendefinition auch 30 der Oberharzer Stauteiche zu den Harztalsperren. Diese Anlagen des Oberharzer Wasserregals gehören heute zu den ältesten noch betriebenen Talsperren Deutschlands. Ebenfalls sind sechs der Teiche des Unterharzer Wasserregals und einige weitere Harzteiche Talsperren gemäß Definition.

## Karte

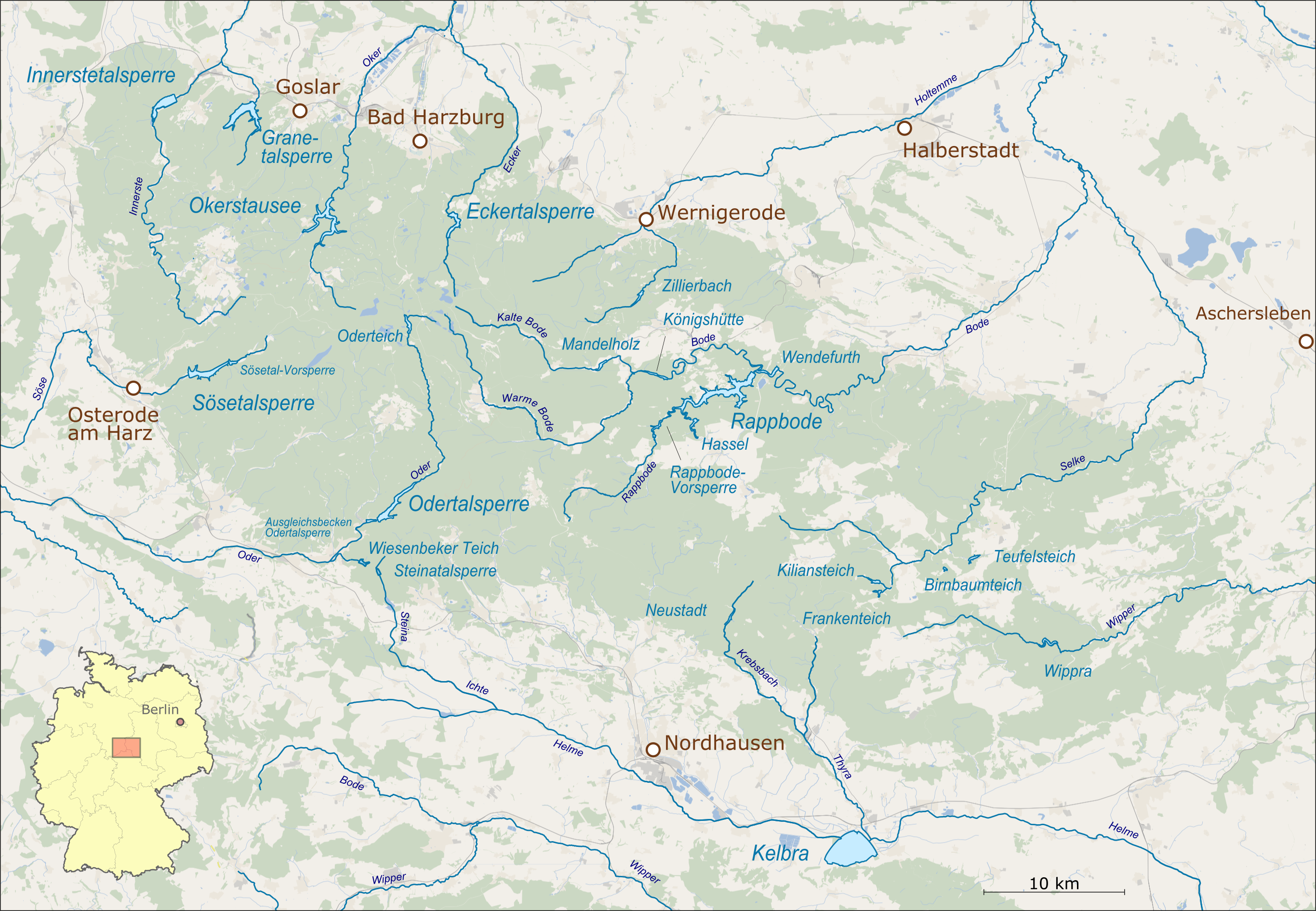
Karte von Stauseen im Harz

## Erläuterungen
Erläutert sind nach in vorgenannter Tabelle befindlichen, alphabetisch sortierten Spaltenüberschriften einige Infos zum jeweiligen Spalteninhalt (für in der Tabelle verwendete Kürzel siehe unten im Absatz Abkürzungen):
- Bauzeit:
Jahreszahl von Baubeginn und Bauende
Anmerkung: Die Angabe der Jahreszahlen schwankt in der Literatur, weil dort die Daten bekannter Fixpunkte wie Planungsbeginn, erster Spatenstich, Inbetriebnahme, Fertigstellung oder offizielle Einweihung häufig nicht konkretisiert sind.
- Bundesland/-länder:
Deutsche/s Bundesland/länder, in dem/denen das Gewässer liegt
- Fließgewässer: eingestautes, eingeleitetes oder (bei Oberbecken) eingepumptes Haupt-(fließ-)gewässer, das den Stausee, das Staubecken oder das Hochwasserrückhaltebecken bildet
- Kronenhöhe:
(Größte) Höhe des Absperrbauwerks über Gründungssohle (GrüSo; wenn bekannt, sonst Gewässer- oder Talsohle) in Metern (m).
Der fettgedruckte Wert kennzeichnet das höchste Absperrbauwerk nicht nur im Harz, sondern auch in Deutschland.
Anmerkung: Die Angabe der Kronenhöhe schwankt in der Literatur stark, weil Autoren den Bezugspunkt ihrer Höhenangabe selten nennen.
- Kronenlänge:
Länge des Absperrbauwerks in Metern (m).
Der fettgedruckte Wert kennzeichnet die längste Kronenlänge im Harz.
- Name der Talsperre:
Name des Objekts
- Nutzungsart:
Die Nutzungsart ist alphabetisch sortiert und in der Tabelle in Klammern aufgeführt, wenn sie von untergeordneter Bedeutung ist.
- Stauseefläche:
Wasseroberfläche bei Vollstau in Quadratkilometern (km²).
Der fettgedruckte Wert kennzeichnet den flächenmäßig größten Stausee im Harz.
- Stauseevolumen:
Stauraum (nicht zu verwechseln mit dem Gesamtstauraum, der in Einzelfällen genannt ist, wenn der Stauraum unbekannt bzw. noch nicht recherchiert ist) in Millionen Kubikmetern (Mio. m³).
Der fettgedruckte Wert kennzeichnet den volumenmäßig größten Stausee im Harz.
Anmerkung: Der Stauraum ist das Stauvolumen bei Erreichen des Niveaus der Hochwasserentlastungsanlage und der Gesamtstauraum jener bei extremem Hochwasser, wenn die Talsperre sehr stark überläuft.

## Abkürzungen
In der Tabelle verwendete Abkürzungen bedeuten:
| Allgemein: - BWv: Brauchwasserversorgung - E: Elektrischer Strom (Stromgewinnung) - F: Fischerei - GrüSo: Gründungssohle - HWR: Hochwasserrückhaltebecken - HWS: Hochwasserschutz - NEG: Naherholungsgebiet - NSG: Naturschutzgebiet - NWA: Niedrigwasseraufhöhung - TWv: Trinkwasserversorgung - VS: Vorsperre | Bundesländer (nach ISO 3166-2:DE): - NI: Niedersachsen - ST: Sachsen-Anhalt - TH: Thüringen |